# Barwałd Średni
Barwałd Średni is een dorp in de Poolse woiwodschap Klein-Polen. De plaats maakt deel uit van de gemeente Kalwaria Zebrzydowska.

## Verkeer en vervoer
- Station Barwałd Średni